# Veille infrarouge
Pour les articles homonymes, voir Veille.
En optronique militaire, la veille infrarouge (en anglais Infra-red search and track, IRST) consiste à équiper un navire ou un avion de détecteurs sensibles à la chaleur, pour repérer les menaces (missiles) ou localiser de façon précise des cibles.
Ces équipements ont été créés en réponse à l’apparition de missiles antinavires volant au ras des flots (Gabriel) en 1967.

## Principe technique
Un équipement de veille infrarouge possède un détecteur de la bande II (3-5 µm) ou III (8-12 µm) capable de voir en champ instantané de 5 à 10°. Pour pouvoir balayer un champ à 360° en gisement, deux solutions sont possibles : 
- optique et détecteurs tournants,
- optique partiellement tournant et détecteur fixe.

Après le détecteur le traitement du signal ( « extraction » ) permet d’identifier et de localiser les pré-alarmes (« plots »). Puis un second traitement va permettre de suivre les différentes pistes (suite de plots dans le temps).
La technologie IRST ne doit pas être confondue avec le Forward looking infrared (FLIR) qui est un système d’imagerie infrarouge dont le champ est moins important mais la fréquence plus élevée.

## Infrarouge et radar
La veille infrarouge peut avoir certains avantages par rapport au radar. En premier lieu, elle ne fait que « regarder » les sources infrarouges, ce qui la rend indétectable (le radar émet des rayonnements). Elle a de plus une meilleure résolution et permet de reconnaître les cibles. De son côté, le radar a une portée supérieure et permet de déterminer la vitesse de la cible (effet Doppler). Pour ces raisons la veille infrarouge et le radar peuvent être utilisés de façon complémentaire.
Les systèmes modernes peuvent analyser les résultats de plusieurs capteurs : IRST, FLIR et radar.

## Quelques systèmes de veille infrarouge

### En France
Au début des années 1970, la DGA recherche une solution pour détecter les missiles mer-mer. La SAT (aujourd’hui Safran Electronics & Defense) propose alors des prototypes testés avec succès. Pendant les années 1980, on intègre le VAMPIR (Veille air-mer panoramique infra-Rouge) pour équiper les frégates Cassard. Le principe est également décliné pour la défense terrestre.
Dans l’aéronautique, la SAT fabrique le Détecteur de départ de missile, DDM, pour le Mirage 2000. Il sera suivi par l’Appareil de surveillance et de poursuite infrarouge des cibles, ASPIC, testé en 1986 et capable de détecter les avions à 50 km de distance. L’équipement le plus récent est l’optronique secteur frontal, OSF, du Rafale réalisé par la SAT et Thomson-CSF (aujourd’hui Thales).

### Galerie

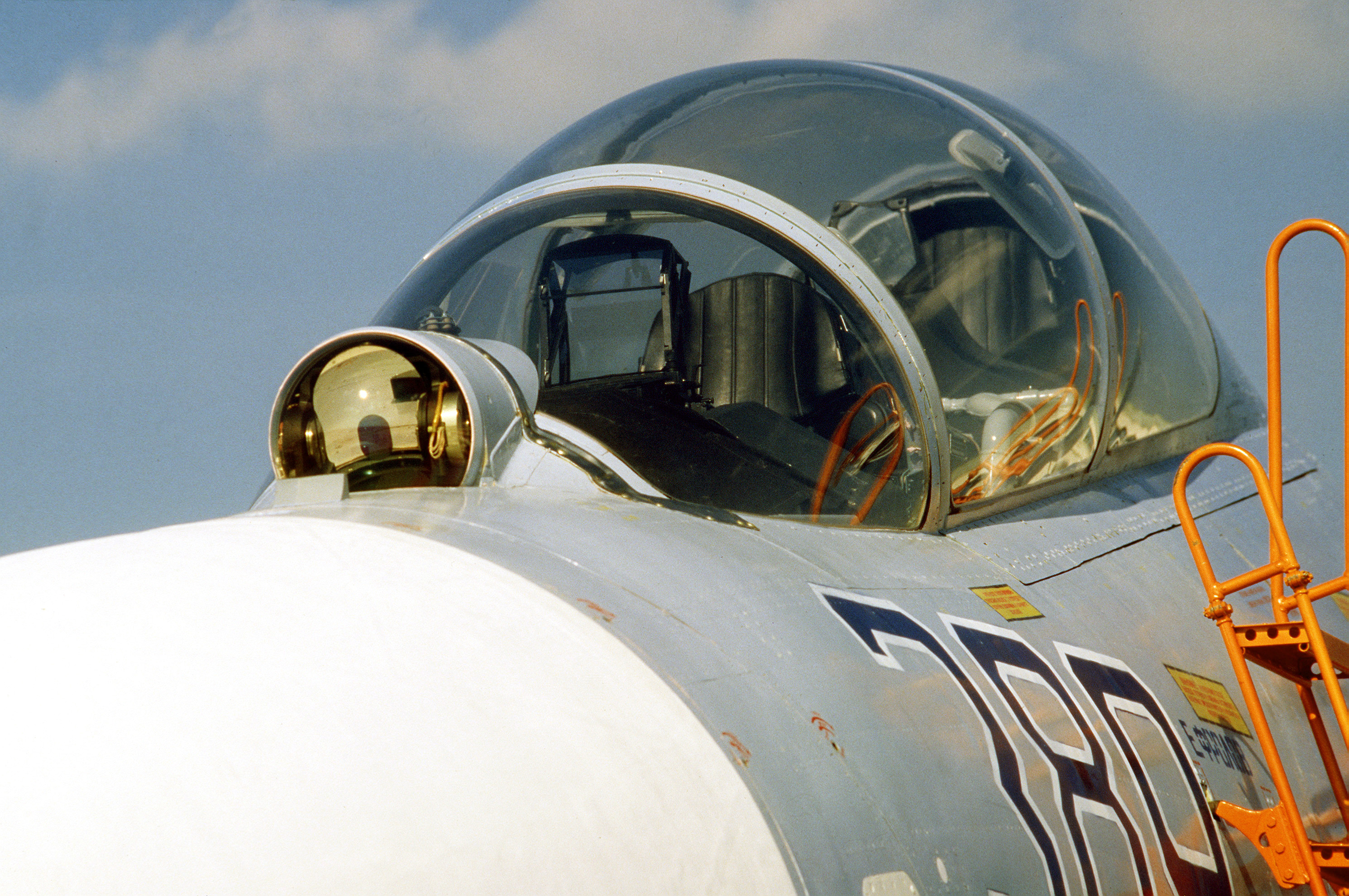
Capteur du Su-27
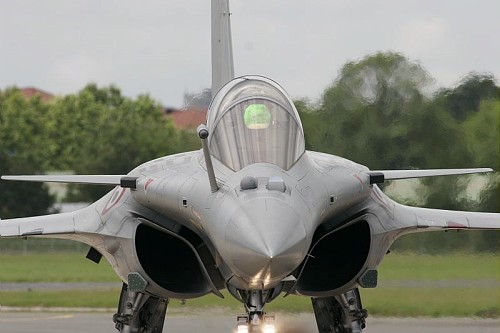
Optronique secteur frontal du Rafale
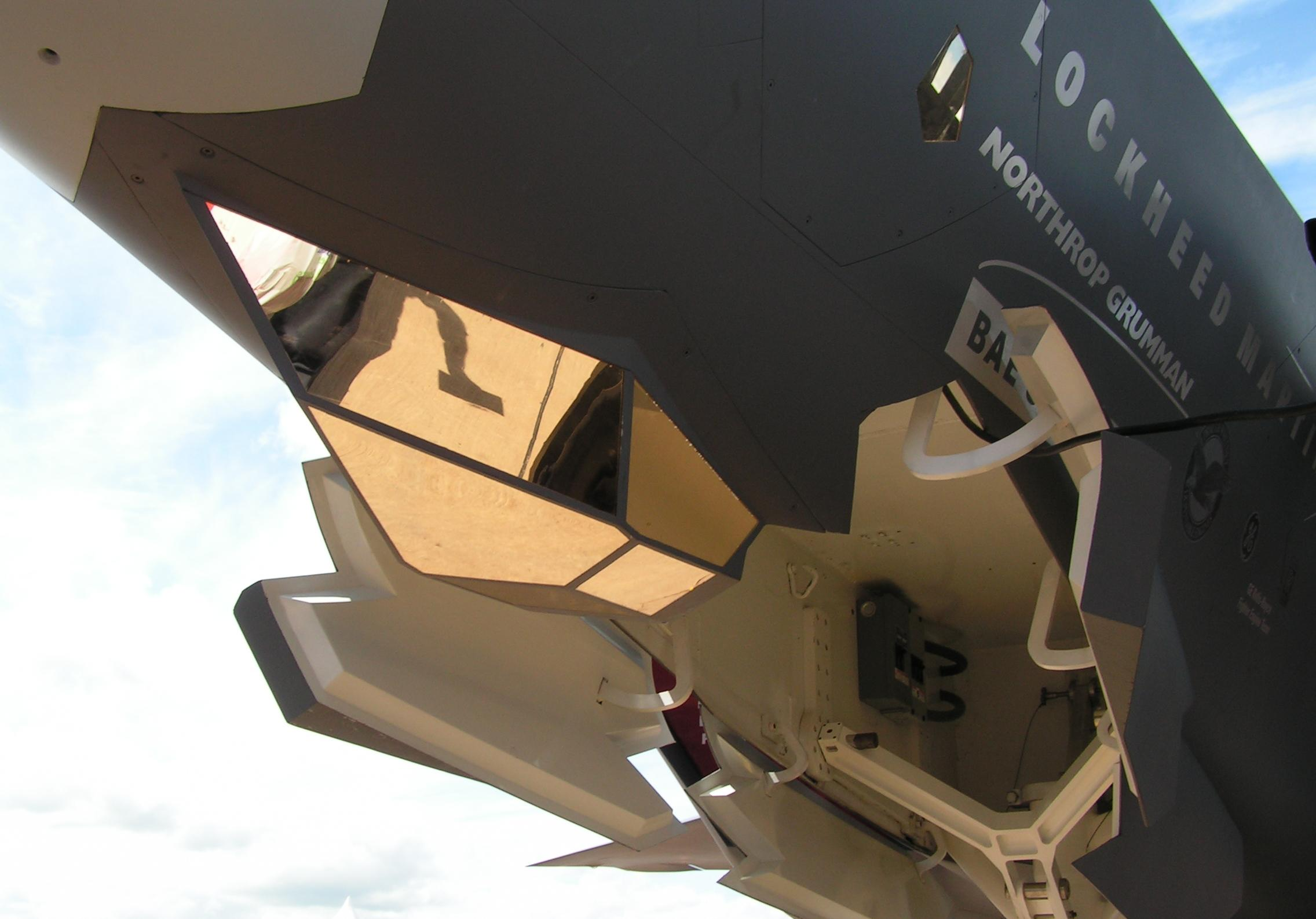
Electro-Optical Targeting System du F-35
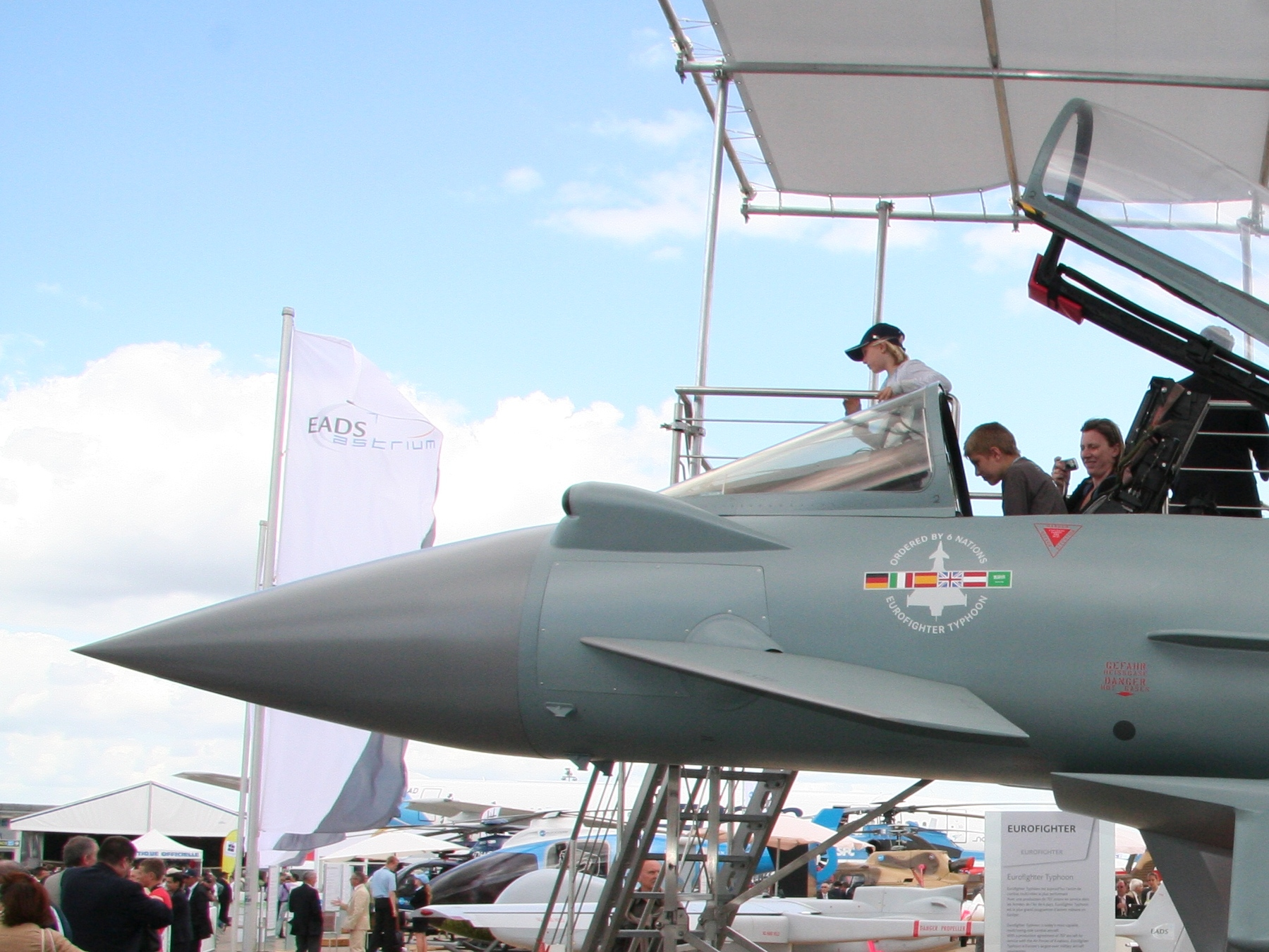
Un Pirate sur l’Eurofighter Typhoon

note : certains systèmes sont à la fois IRST et FLIR.

## Sources
1. ↑  Delteil et Marcault 1997, 2.1 Principe de base.
2. 1 2  « Fusion multi-capteur : Un point de vue applicatif », sur www.inist.fr, septembre 1991.
3. ↑  Delteil et Marcault 1997, 1. Complémentarité
par rapport au radar.
4. ↑  Rachline, p. 67.
5. ↑  Rachline, p. 68.
6. ↑  Rachline, p. 71.
7. ↑  (en) « 1st Eurofighter with PIRATE IRST Radar Delivered to Italian Air Force », sur air-attack.com, 2 août 2007.